# Cratomus cancellatus
Cratomus cancellatus är en stekelart som beskrevs av Cockerell 1916. Cratomus cancellatus ingår i släktet Cratomus och familjen puppglanssteklar. Inga underarter finns listade i Catalogue of Life.